# Тім Брам
Тім Брам (нід. Tim Braem; нар. 13 лютого 2006) — нідерландський футболіст, півзахисник клубу «ВВВ-Венло».

## Клубна кар'єра
Вихованець команди «Венлосхе Бойз», в 2014 року приєднався до академії клубу «ВВВ-Венло».
В липні 2024 року офіційно переведений до першої команди клубу. 10 серпня 2024 року дебютував в основному складі «ВВВ-Венло» в матчі Еерстедивізі проти клубу «АДО Ден Гаг», вийшовши з перших хвилин. 25 серпня в поєдинку проти «Роди» забив свій перший гол у професіональній кар'єрі. 16 жовтня 2024 року продовжив контракт з клубом до літа 2027 року з опцією продовження ще на один сезон.

## Кар'єра в збірній
В травні 2025 року потрапив в заявку збірної до 19 років на юнацький чемпіонат Європи в Румунії. На турнірі провів один матч, а його команда вперше в історії стала переможцем чемпіонату Європи в цій віковій категорії.

## Статистика виступів
Станом на 9 травня 2025 
| Клуб              | Сезон             | Чемпіонат         | Чемпіонат | Чемпіонат | Кубок | Кубок | Єврокубки | Єврокубки | Інші  | Інші | Всього | Всього |
| Клуб              | Сезон             | Дивізіон          | Матчі     | Голи      | Матчі | Голи  | Матчі     | Голи      | Матчі | Голи | Матчі  | Голи   |
| ----------------- | ----------------- | ----------------- | --------- | --------- | ----- | ----- | --------- | --------- | ----- | ---- | ------ | ------ |
| ВВВ-Венло         | 2024–25           | Еерстедивізі      | 31        | 2         | —     | —     | —         | —         | —     | —    | 31     | 2      |
| Всього за кар'єру | Всього за кар'єру | Всього за кар'єру | 31        | 2         | 0     | 0     | 0         | 0         | 0     | 0    | 31     | 2      |

## Досягнення
Збірна Нідерландів (до 19)
- Переможець юнацького чемпіонату Європи (до 19 років): 2025[14]